# Sandtjärnarna, Härjedalen
Sandtjärnarna är en sjö i Härjedalens kommun i Härjedalen och ingår i Ljusnans huvudavrinningsområde. Sjön har en area på 0,073 kvadratkilometer och ligger 402,5 meter över havet.

## Delavrinningsområde
Sandtjärnarna ingår i det delavrinningsområde (690588-141048) som SMHI kallar för Ovan Lill-Färingan. Medelhöjden är 402 meter över havet och ytan är 18,13 kvadratkilometer. Räknas de 30 avrinningsområdena uppströms in blir den ackumulerade arean 719,6 kvadratkilometer. Veman (Sör-Veman) som avvattnar avrinningsområdet har biflödesordning 2, vilket innebär att vattnet flödar genom totalt 2 vattendrag innan det når havet efter 275 kilometer. Avrinningsområdet består mestadels av skog (71 procent) och sankmarker (17 procent). Avrinningsområdet har 0,07 kvadratkilometer vattenytor vilket ger det en sjöprocent på 0,4 procent.